# Сегюре
Сегюре (фр. Séguret) — коммуна во французском департаменте Воклюз региона Прованс — Альпы — Лазурный Берег. Относится к кантону Везон-ла-Ромен. 

## Географическое положение

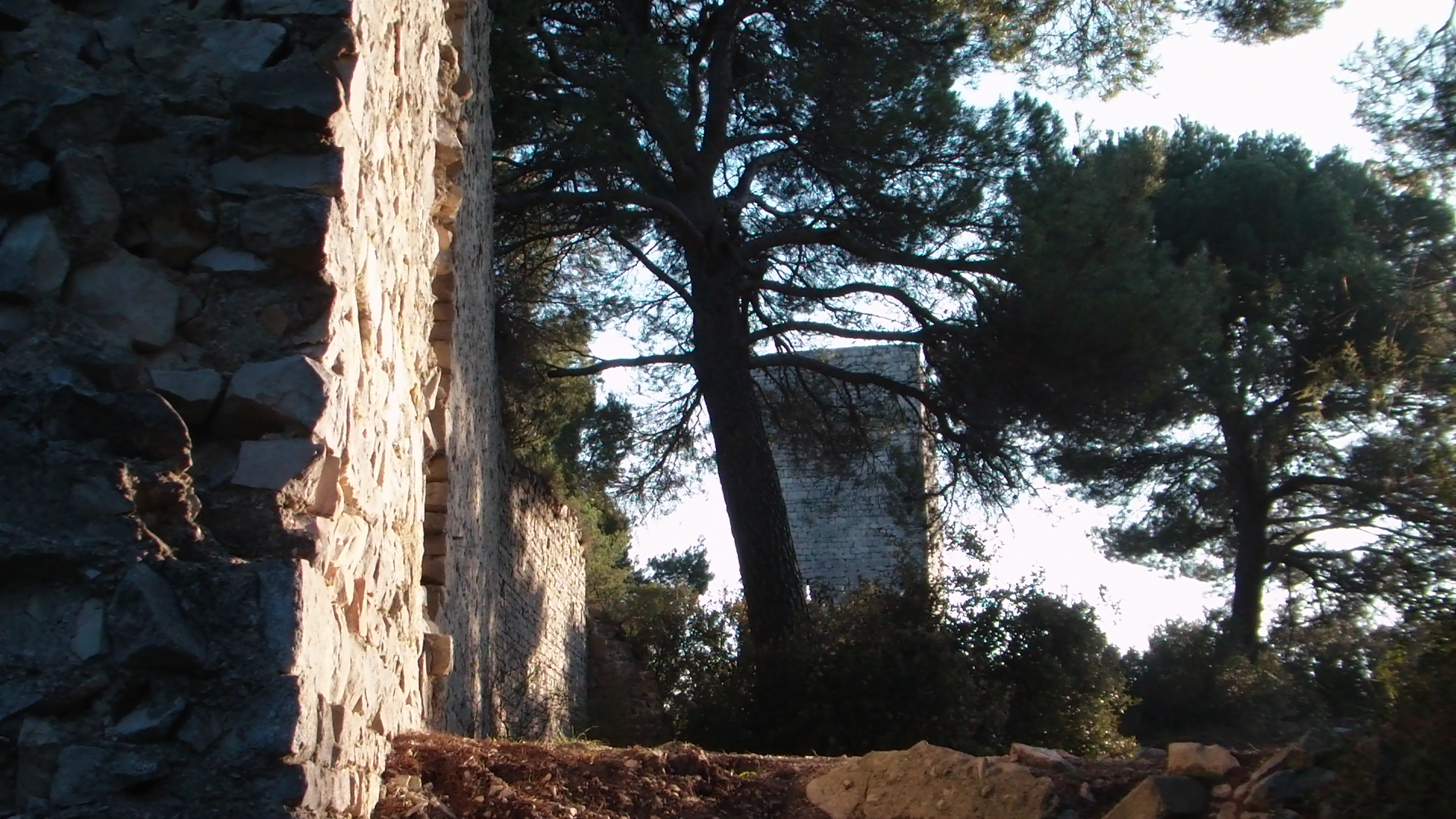
Развалины замка Сегюре.

Сегюре расположен в 33 км к северо-восктоку от Авиньона. Соседние коммуны: Роэ на севере, Везон-ла-Ромен и Сен-Марселлен-ле-Везон на северо-востоке, Кресте и Антрешо на востоке, Сюзетт на юге, Жигонда и Сабле на юге, Расто на северо-западе.
Находится в Верхних Воклюзах к северу от Дантель-де-Монмирай и к западу от Мон-Ванту. Сегюре входит в список самых красивых деревень Франции.

### Гидрография
По западной границе Сегюре протекает Увез. Кроме этого, его пересекают несколько ручьёв, берущих начало на склонах Дантель-де-Монмирай, включая ручей де Мальмон и Гранд-Ализье на севере коммуны.

## История
- Романская колонизация на месте нынешнего квартала Обюссон оставила многочисленные артефакты, включая огромные статуи Юпитера и бога гор Сильвана.
- В 611 году здесь был основан женский монастырь Пребайон.
- Виноградники Сегюре являются самыми древними в этом регионе.

## Демография
Население коммуны на 2010 год составляло 869 человек.
| 1962 | 1968 | 1975 | 1982 | 1990 | 1999 | 2010 |
| ---- | ---- | ---- | ---- | ---- | ---- | ---- |
| 725  | 675  | 687  | 714  | 798  | 897  | 869  |

## Достопримечательности
- Церковь Сен-Дени, X век.
- Часовня Сент-Текль.
- Развалины феодального замка.
- Старый город: фонтаны, лавуар, мостовые, ворота.

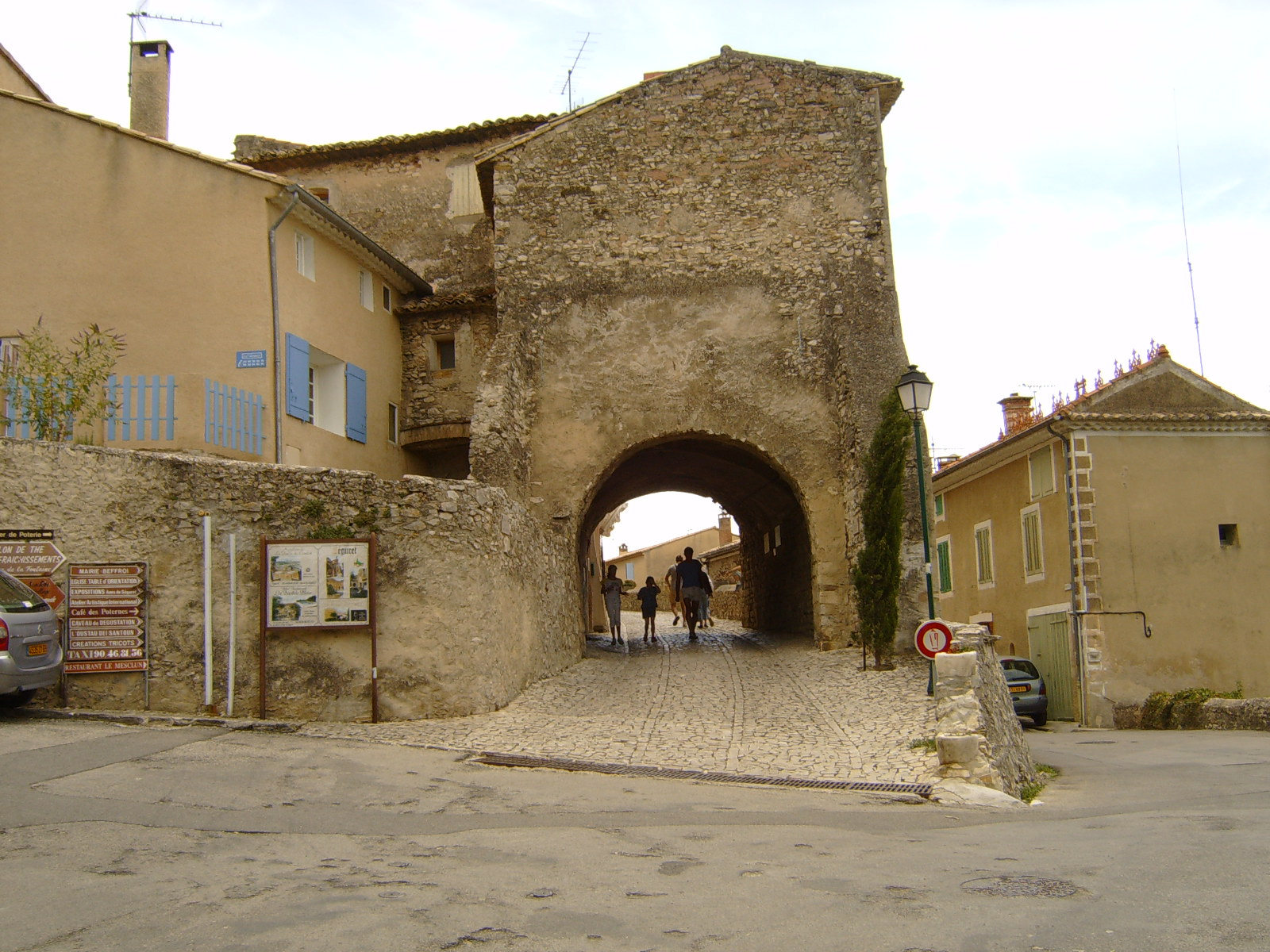
Въезд в коммуну.
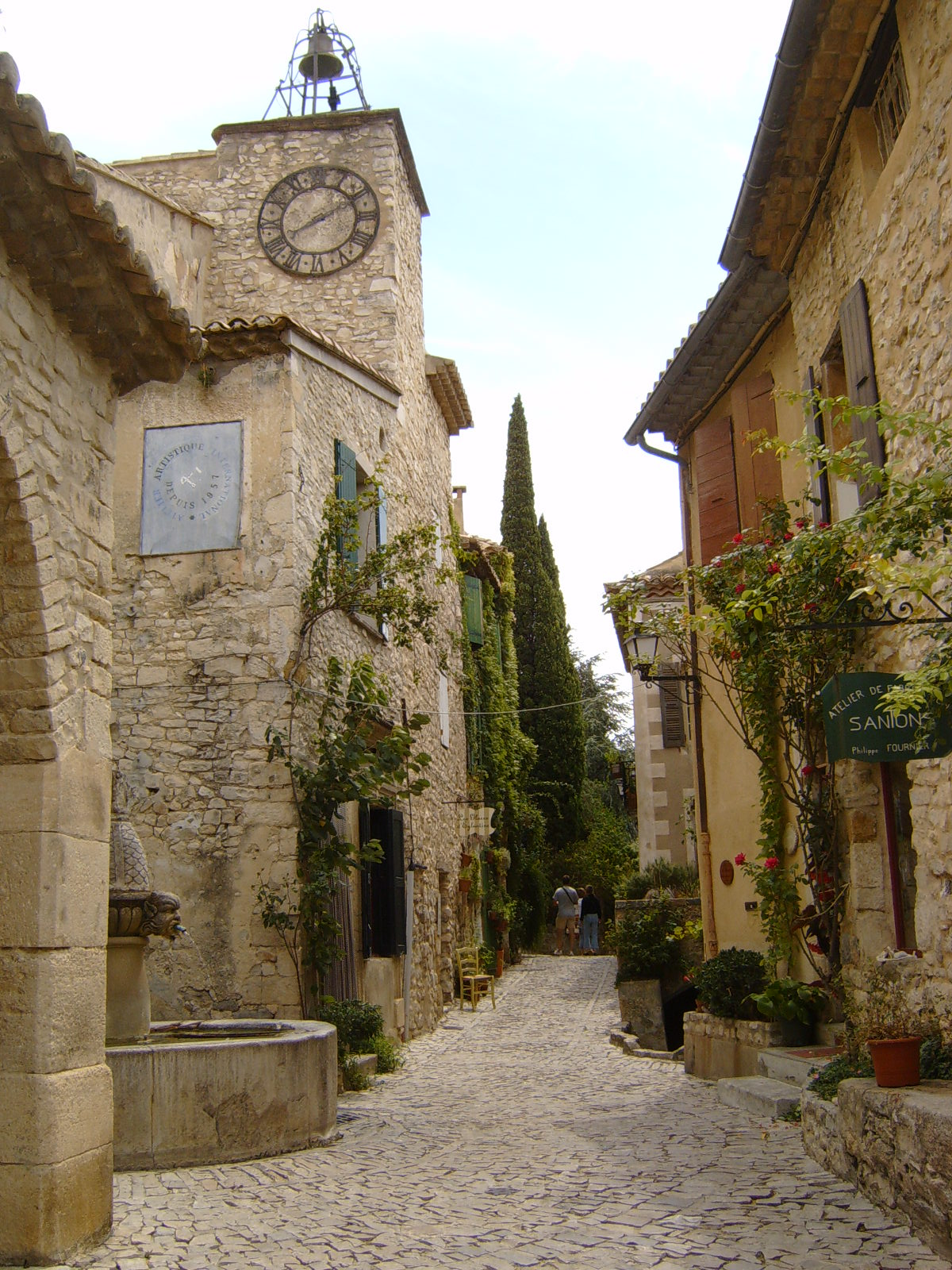
Центр Сегюре.
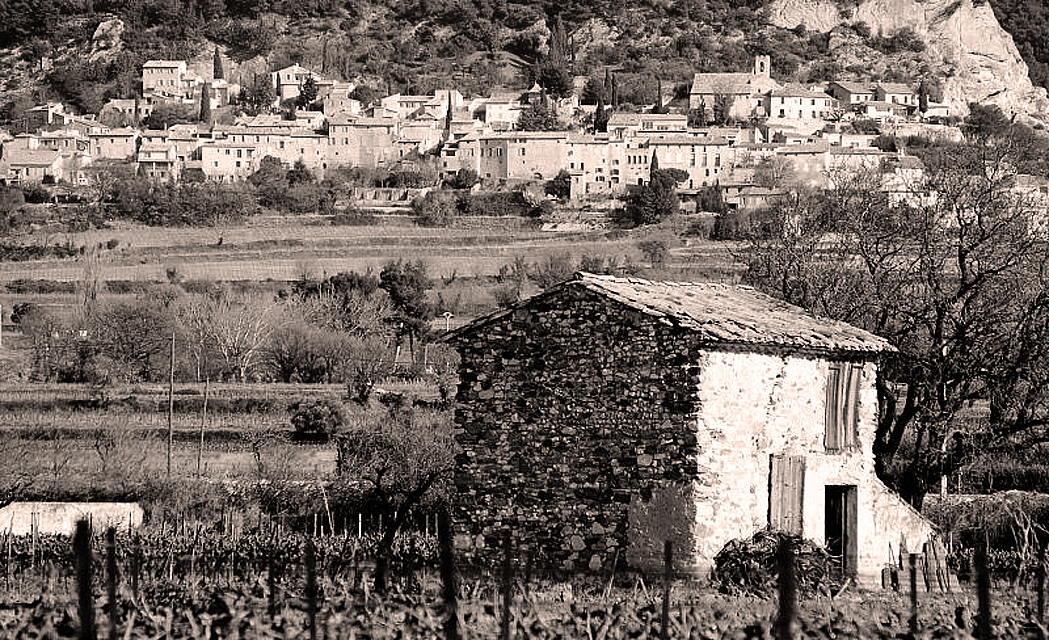
Вид на коммуну, около 1910 года.
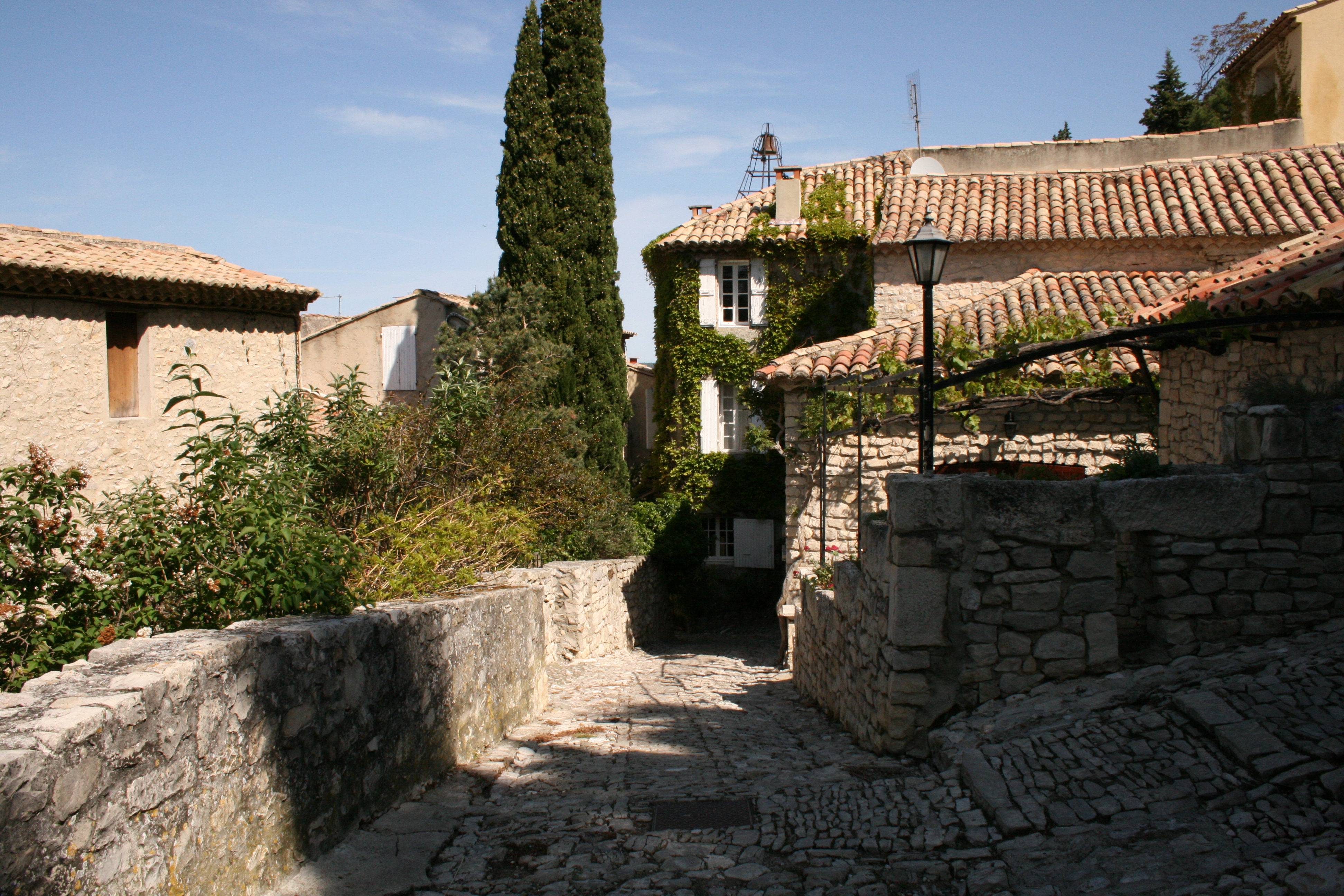
Деревенская улица.
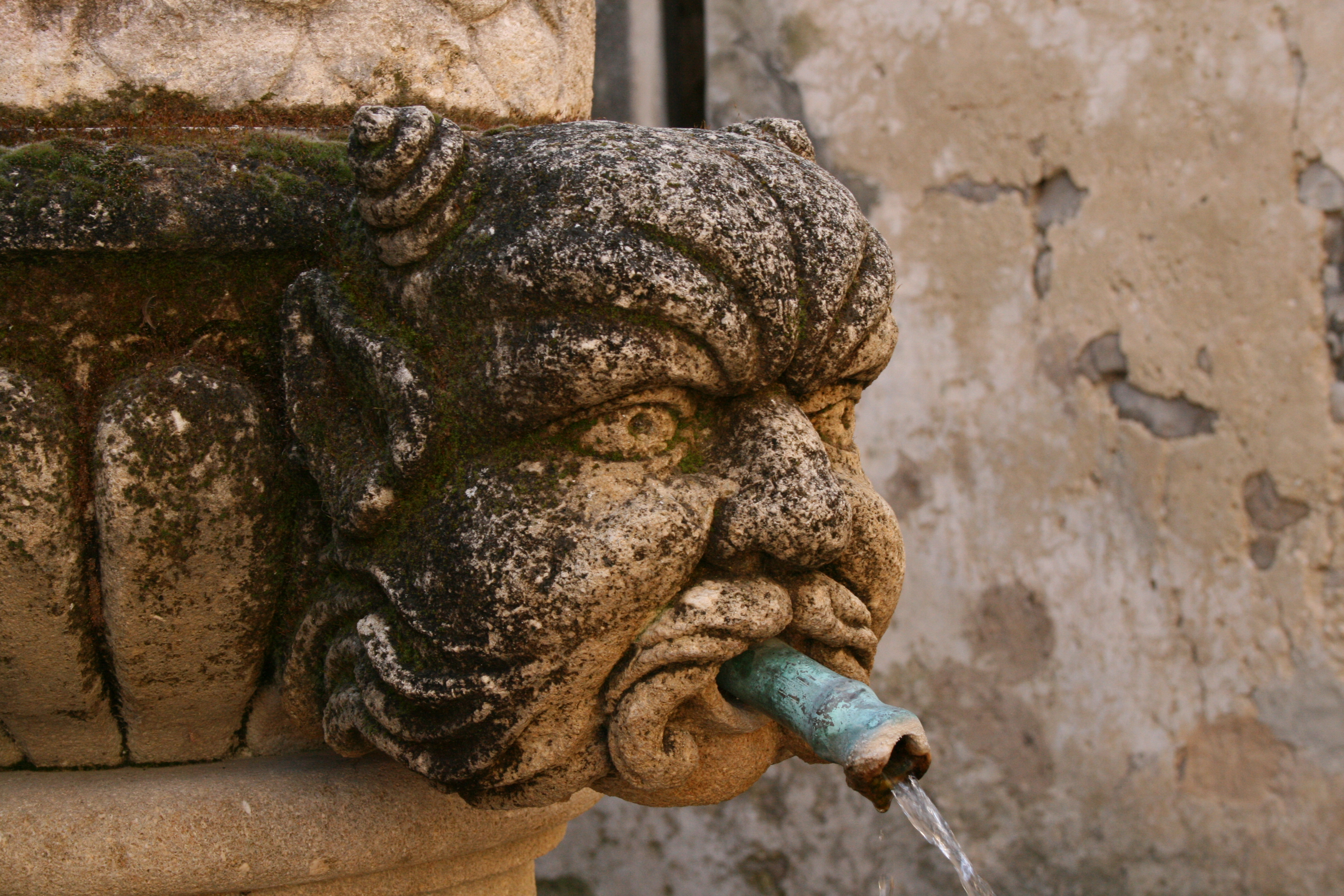
Фонтан.